# Trankils kyrka

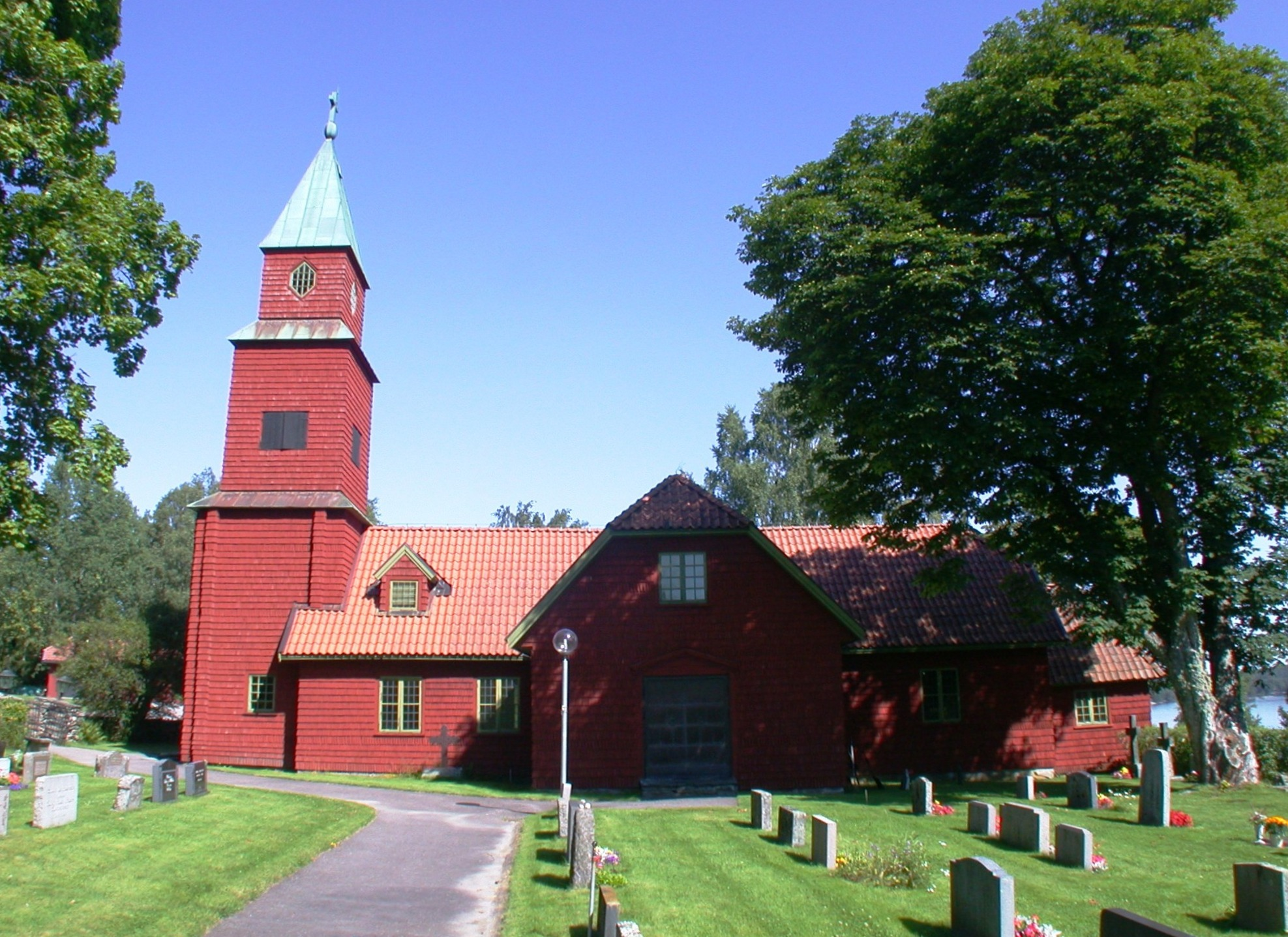
Trankils kyrka från söder

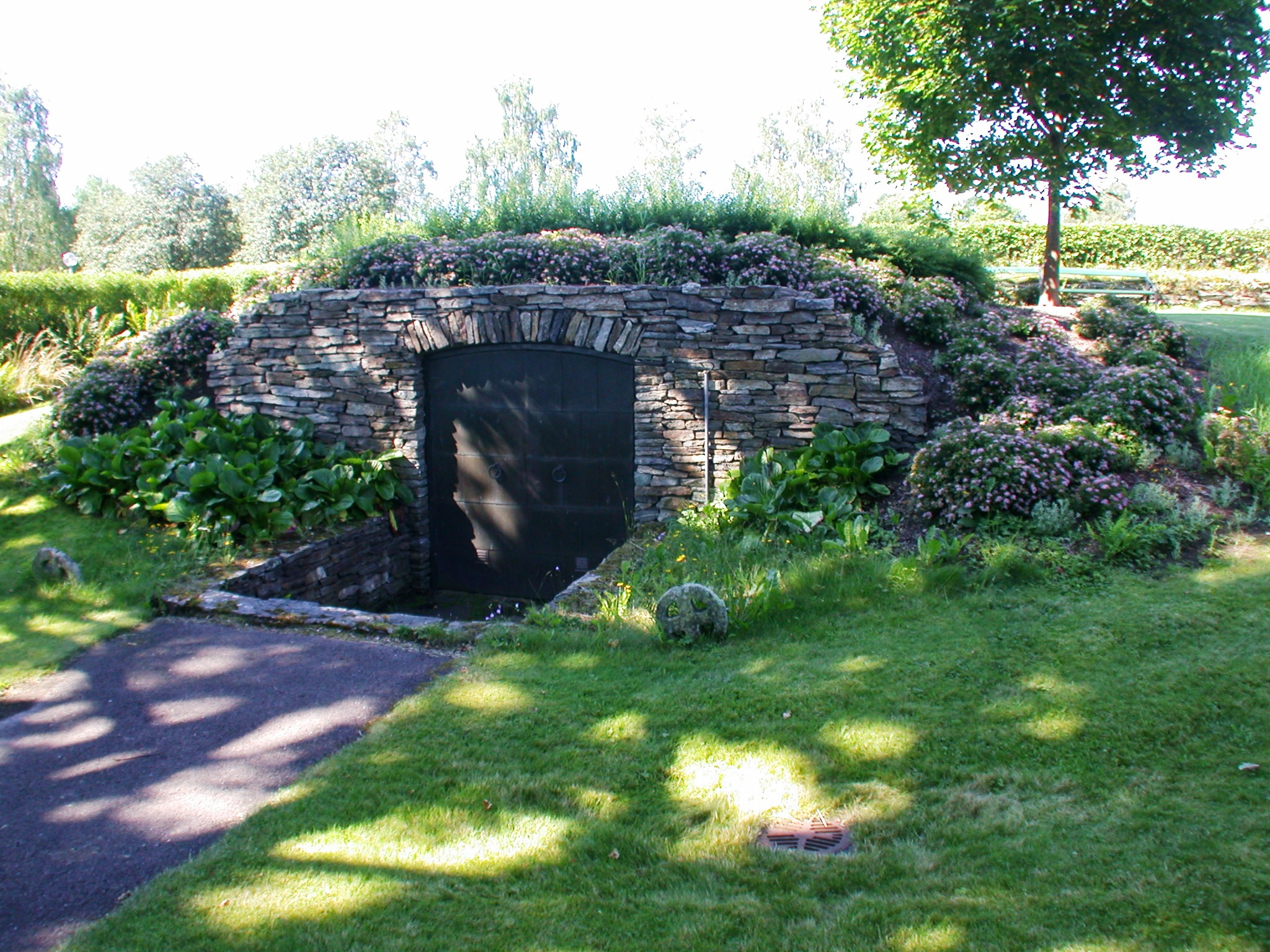
Bårhuset

Trankils kyrka är en kyrkobyggnad i Årjängs kommun som tillhör Trankils församling i Karlstads stift.

## Kyrkobyggnaden
Kyrkan är en korskyrka i trä och omnämns redan i slutet av 1600-talet. Det går inte att fastställa nuvarande kyrkobyggnads ålder, men sannolikt är att i alla fall delar av byggnaden är medeltida. Under åren har den undergått ett stort antal ombyggnationer. Vid renoveringen 1949 försågs kyrkan med den rödfärgade spånklädsel som den idag bär.

## Inventarier
Kyrkans äldsta inventarier anses härstamma från 1200-talet. Bland dessa märks en dopfunt i täljsten och som är av norsk Smaalenenstyp. Vid dopfunten finns en madonnabild i lindträ och som skurits i mitten av 1200-talet. Madonnabilden stals vid ett inbrott natten till 21 juni 2012. Skulpturen återfanns i Spanien år 2015 och en spansk medborgare dömdes av Norrköpings tingsrätt till fem års fängelse för bl.a. grov stöld, efter att ha stulit kulturhistoriskt värdefulla föremål i flera svenska kyrkor. Straffet fastställdes i januari 2016 av Göta hovrätt. Församlingen lyckades köpa tillbaka Trankilsmadonnan av en ny ägaren som förvärvat den i god tro. Madonnan kom åter till Sverige 2018 och återbördades till Trankils kyrka 2019.
Altartavlan är målad av en okänd konstnär under 1700-talet och föreställer Jesus Kristus i Getsemane. Samtidigt med altartavlan gjordes också väggmålningar.
Predikstolen är ett typiskt 1600-talsverk och antas ha färdigställts åt församlingens förste protestantiske präst Sven Labeckius.
Från 1600-talet anser man altarljusstakarna i koppar samt en offerkista vara. Nattvardskärlen är nyare (den äldsta pjäsen är från mitten av 1800-talet, men här finns också en sockenbudskalk från 1700-talet.
De två kyrkklockorna är tillverkade under medeltiden respektive 1729 (omgjuten 1740).

## Orgel
- Innan den nuvarande orgeln användes ett harmonium.
- Kyrkorgeln tillverkades av Wilhelm Hammersam i Köpenhamn år 1957 och är av mekanisk-pneumatisk typ med 10 stämmor.

| Manual I      | Manual II     | Pedal        | Koppel |
| Gedackt 8’    | Spetsgamba 8’ | Subbas 16’   | I/P    |
| Principal 4’  | Rörflöjt 4’   | Nachthorn 4’ | II/P   |
| Blockflöjt 2’ | Scarf 2 ch    |              | II/I   |
| Nasat 1 1⁄3’  | Regal 8’      |              |        |
|               | Tremulant     |              |        |

## Kyrkogården
År 1955 invigdes bårhuset, beläget SV om kyrkobyggnaden.